# Colina
La colina (che deriva dal greco χολή, kholè, "bile") è una sostanza organica classificata come nutriente essenziale. Viene denominata anche vitamina J e talvolta è accostata alle vitamine del Gruppo B.
È un costituente dei fosfolipidi che compongono la membrana cellulare e del neurotrasmettitore acetilcolina.
L'assunzione adeguata di questo micronutriente è stata calcolata dal Food and Nutrition Board of the Institute of Medicine of the National Academy of Sciences Statunitense, in 550 milligrammi per die.

## Storia
Fu scoperta da Andreas Strecker nel 1864 e fu sintetizzata per la prima volta nel 1866.

## Chimica
La colina è un sale d'ammonio quaternario e
la sua formula molecolare è: [(CH3)3N+(CH2)2OH] X-, dove
X- rappresenta un generico controanione del sale del controcatione della colina, come i controanioni: cloruro, anione idrossido o bitartrato.
Il cloruro di colina, mischiato con l'urea, viene usato come solvente (DES).
Il salicilato di colina viene usato localmente per ridurre il dolore delle afte o per il dolore nelle otiti esterne.

Metabolismo della colina.

## Biologia
La colina e i suoi derivati sono coinvolti in tre importanti vie metaboliche:
- integrità strutturale della membrana cellulare;
- trasmissione dei segnali nervosi dopo trasformazione in acetilcolina (trasmissione colinergica);
- principale sorgente di gruppi metile tramite il suo derivato, la betaina, intermedio nella biosintesi della S-adenosilmetionina.

La colina può essere metabolizzata nel corpo umano in trimetilammina (TMA), un composto dal caratteristico odore di pesce. Per questo motivo l'assunzione di grandi quantità di colina può far sì che il corpo emani un odore di pesce.

## Fonti alimentari
Le principali fonti alimentari di colina sono il tuorlo d'uovo e i semi di soia.
Altri alimenti ricchi di colina sono i fagiolini verdi, il cervello, i rognoni, il cuore, il fegato, le arachidi, i piselli, il germe di grano e il lievito di birra.
La colina si trova anche nello zenzero e nel riso integrale. La colina si trova persino nella lattuga. Non è chiaro se queste fonti siano utilizzabili per assorbimento intestinale.
La colina è una delle componenti fondamentali della lecitina, utilizzabile sia come additivo sia come integratore alimentare. Il latte umano contiene una buona percentuale di lecitina, mentre il latte di mucca ne è privo.
È possibile indurre uno stato ipertensivo nei ratti mantenendoli per una sola settimana a una dieta carente di colina (American Journal of Physiology dicembre 1950). Non appena la dieta viene di nuovo integrata con la colina, la pressione scende fino a tornare normale.
È disponibile anche la fosfatidil-colina in pillole o in polvere o anche come cloruro (liquida).
Quest'ultima viene talvolta preferita a causa degli sgradevoli effetti collaterali legati alla somministrazione di fosfatidil-colina.
L'assunzione di oltre 310 mg/die di colina e/o di betaina riduce i livelli di CPR, TNF, omocisteina.

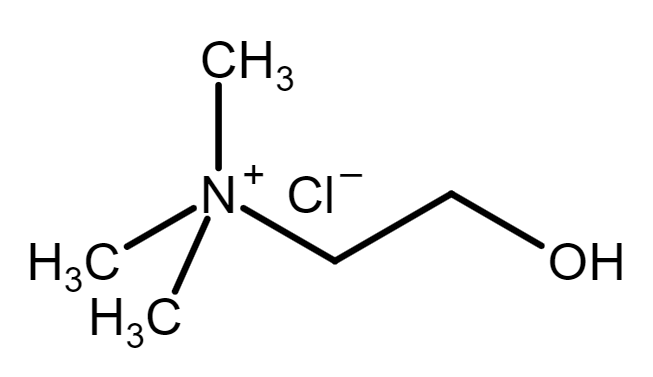
cloruro di colina
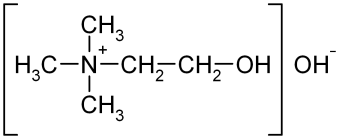
idrossido di colina